# 에밀리아노 알파로
에밀리아노 알파로 토스카노(스페인어: Emiliano Alfaro Toscano, 1988년 4월 28일 ~ )는 우루과이의 전 축구 선수다.